# Zuidoost-Sulawesi
Zuidoost-Sulawesi (Indonesisch: Sulawesi Tenggara), vroeger ook wel Zuidoost-Celebes genoemd, is een provincie van Indonesië gelegen op het eiland Sulawesi. De hoofdstad van de provincie is Kendari, aan de oostkust van het schiereiland. 
De provincie is een van de meest afgelegen delen van Sulawesi; geen enkele snelweg verbindt het met de steden op de rest van het eiland, zodat de primaire vorm van transport een ferry is over zee tussen Watampone in Zuid-Sulawesi en de haven van Kolaka.
Het bevolkingsaantal van de provincie bedroeg 2,6 miljoen in 2020, waarvan een groot deel op Butoneiland wonen, uit de kust van Sulawesi en in en rond Kendari.
Vanaf de 17e eeuw tot aan de 20e eeuw, herbergde de regio het Buton (Butung) sultanaat.

## Etnische groepen
De belangrijkste etnische groepen in Zuidoost-Sulawesi zijn de "Tolaki", "Buton" en "Muna".

## Bestuurlijke indeling
Zuidoost-Sulawesi is onderverdeeld in 10 regentschappen (kabupaten) en 2 stadsgemeentes (Kota otonom):
Regentschappen:
- Kolaka
- Kolaka Utara
- Konawe
- Konawe Selatan
- Bombana
- Buton
- Muna
- Wakatobi (Tukangbesi-eilanden)
- Konawe Utara
- Buton Utara

Stadsgemeentes :
- Kendari
- Bau-Bau